# Davy Gilles
Davy Gilles, artiestennaam van Davy Vrancken (Aarschot, 10 februari 1976), is een Belgische zanger, componist en acteur.

## Biografie
De jonge Davy kwam al vroeg in aanraking met muziek, aangezien zijn vader (Maurice Vrancken) drummer was. Hij bleek over zangtalent te beschikken en op 13-jarige leeftijd trad hij voor het eerst op met het orkest van zijn vader. Later stond hij tevens op het podium in de club van Johnny White. Tijdens zijn beginjaren nam Davy vaak deel aan soundmixshows met liedjes van Danny de Munk.
In 1991 nam hij onder de naam Davy Dee zijn eerste single Liefdesbrieven op. In de jaren daarna volgden (als kortweg Davy) nog enkele singles, waarmee hij te zien was in de televisieshows 10 om te zien en De Muziekdoos. Sinds 1995 is hij actief onder zijn artiestennaam Davy Gilles. Tweemaal nam hij deel aan de Belgische voorrondes voor het Eurovisiesongfestival: in 1996 met Elke nacht en in 1999 met Waar ben jij. Beide keren werd hij in de halve finale uitgeschakeld.
Gilles acteerde in verschillende Vlaamse televisieseries, zoals Vennebos, Hallo België, Rupel, Verschoten & Zoon, Zone Stad en LouisLouise. Van 1998 tot 2006 vertolkte hij de rol van cafébaas Rik Ghyselinck in de Vlaamse televisieserie Familie. Van 2005 tot 2008 speelde hij de rol van verpleger Jasper Landuyt in de Vlaamse televisieserie Wittekerke.
Hij speelde ook in verschillende musicals mee. Zo vertolkte hij in 2002 de rol van Jonathan in de musical Doornroosje (Studio 100) en in 2003 de rol van Romeo in de musical Romeo en Julia, van Haat tot Liefde. In 2006 speelde hij Sky in Mamma Mia, in 2005 stond hij op het podium als de prins van Sneeuwwitje en in 2008 speelde hij Danny in de musical Grease.
Gilles' eerste soloalbum, Samen sterker, verscheen in 2010. Zes jaar later nam hij met zijn vader Maurice het duet Samen 100 op, naar aanleiding van hun respectievelijk veertigste en zestigste verjaardag. Sinds 2021 brengt Gilles weer regelmatig solosingles uit in het genre levenslied. Zijn nummer Door al m'n tranen heen behaalde in 2021 een top 10-notering in de Vlaamse Top 50.

### De Romeo's
In 2002 scoorde Gilles, samen met Mark Tijsmans en Dieter Verhaegen, een nummer 1-hit in de Vlaamse Top 10 met het lied De koningen, afkomstig uit de musical Romeo en Julia. Naar aanleiding van dit succes wierp hij het idee op om een boyband op te richten: De Romeo's. In plaats van Tijsmans en Verhaegen vormde Gilles in 2003 deze groep samen met Chris Van Tongelen en Gunther Levi, met wie hij samen speelde in Familie. De groep werd een groot succes en vierde in 2023 het 20-jarig bestaan. Veel nummers van De Romeo's zijn (mede) door Gilles gecomponeerd.

### Sasha & Davy
Gilles is getrouwd met zangeres en musicalactrice Sasha Rosen, met wie hij sinds 2011 tevens het muzikaal duo Sasha & Davy vormt. Zij hebben samen een zoon (2011) en een dochter (2014). Ook heeft Gilles twee kinderen uit eerdere verhoudingen.

## Discografie
- Zie De Romeo's voor de discografie van De Romeo's.
- Zie Sasha & Davy voor de discografie van Sasha & Davy.

### Album
- Samen sterker (2010)

### Singles
- Liefdesbrieven (1991) (als Davy Dee)
- Licht uit, spot aan (1993) (als Davy)
- Zet 'em op! (1993) (als Davy)
- Zal 't gaan ja! (1994) (als Davy)
- Als je bij me bent (1995)
- Als ik denk aan jou (1995)
- Elke nacht (1996)
- Vogelvrij (1996)
- Helemaal van jou (1997)
- Dicht bij jou (1999)
- Zonder woorden (1999)
- Hoe mooi (1999)
- Altijd weer thuis (2000)
- De koningen (2002) (met Dieter Verhaegen en Mark Tijsmans) (Nr. 1 in de Vlaamse Top 10)
- Vandaag is van ons twee (2008)
- Niet denken maar doen (2009)
- Samen 100 (2016) (met Maurice Vrancken) (Nr. 39 in de Vlaamse Top 50)
- Door al m'n tranen heen (2021) (Nr. 9 in de Vlaamse Top 50)
- Geel en blauw (2021) (clublied van KVC Westerlo)
- Hij vecht (2021) (Nr. 19 in de Vlaamse Top 30)
- Jij bent m'n leven (2023)
- De stilte (2024) (Nr. 19 in de Vlaamse Top 30)

### Hitnoteringen
| Single met hitnotering(en) in de Vlaamse Ultratop 50 | Datum van verschijnen | Datum van binnenkomst | Hoogste positie | Aantal weken | Opmerkingen                                                                                  |
| ---------------------------------------------------- | --------------------- | --------------------- | --------------- | ------------ | -------------------------------------------------------------------------------------------- |
| De koningen                                          | 2002                  | 28-09-2002            | 12              | 20           | met Dieter Verhaegen & Mark Tijsmans / Nr. 3 in de Radio 2 Top 30 Nr. 1 in de Vlaamse Top 10 |
| Samen 100                                            | 2016                  | 06-02-2016            | tip             | -            | met Maurice Vrancken / Nr. 39 in de Vlaamse Top 50                                           |
| Door al m'n tranen heen                              | 2021                  | 30-01-2021            | tip18           | -            | Nr. 9 in de Vlaamse Top 50                                                                   |